# Präsidentschafts- und Parlamentswahl in Ghana 2004
Die Präsidentschafts- und Parlamentswahl in Ghana 2004 fand am 7. Dezember statt.

## Ergebnis

### Präsidentschaftswahl
| Kandidaten                                                 | Kandidaten          | Parteien                            | Stimmen    | %    |
| ---------------------------------------------------------- | ------------------- | ----------------------------------- | ---------- | ---- |
|                                                            | John Agyekum Kufuor | New Patriotic Party                 | 4.524.074  | 52,4 |
|                                                            | John Atta-Mills     | National Democratic Congress        | 3.850.368  | 44,6 |
|                                                            | Edward Mahama       | Grand Coalition (PNC – GCPP – EGLE) | 165.375    | 1,9  |
|                                                            | George Aggudey      | Convention People’s Party           | 85.968     | 1,0  |
| Gesamt                                                     | Gesamt              | Gesamt                              | 8.625.785  | 100  |
|                                                            |                     |                                     |            |      |
| Ungültige Stimmen                                          | Ungültige Stimmen   | Ungültige Stimmen                   | 188.123    | 2,1  |
| Wähler                                                     | Wähler              | Wähler                              | 8.813.908  | 85,1 |
| Wahlberechtigte                                            | Wahlberechtigte     | Wahlberechtigte                     | 10.354.970 |      |
|                                                            |                     |                                     |            |      |
| Quellen: Electoral Commission, Ergebnis – nach Wahlkreisen |                     |                                     |            |      |

### Parlamentswahl
| Listen                                                  | Listen                           | Stimmen    | %    | Mandate |
| ------------------------------------------------------- | -------------------------------- | ---------- | ---- | ------- |
|                                                         | New Patriotic Party              | 4.212.844  | 49,0 | 128     |
|                                                         | National Democratic Congress     | 3.505.074  | 40,8 | 94      |
|                                                         | Convention People’s Party        | 247.753    | 2,9  | 3       |
|                                                         | People’s National Convention     | 183.134    | 2,1  | 4       |
|                                                         | Every Ghanaian Living Everywhere | 16.097     | 0,2  | –       |
|                                                         | National Reform Party            | 11.364     | 0,1  | –       |
|                                                         | Democratic People’s Party        | 9.955      | 0,1  | –       |
|                                                         | Great Consolidated Popular Party | 4.690      | 0,1  | –       |
|                                                         | Unabhängige                      | 398.981    | 4,6  | 1       |
| Gesamt                                                  | Gesamt                           | 8.589.892  | 100  | 230     |
|                                                         |                                  |            |      |         |
| Ungültige Stimmen                                       | Ungültige Stimmen                | 141.177    | 1,6  |         |
| Wähler                                                  | Wähler                           | 8.731.069  | 84,1 |         |
| Wahlberechtigte                                         | Wahlberechtigte                  | 10.381.152 |      |         |
|                                                         |                                  |            |      |         |
| Quelle: Electoral Commission, Ergebnis nach Wahlkreisen |                                  |            |      |         |

#### Zusammensetzung des Parlaments nach Regionen
Kandidaten, Insgesamt: 953
| Region         | NPP | NDC | PNC | CPP | Unabh. | Gesamt |
| -------------- | --- | --- | --- | --- | ------ | ------ |
| Ashanti Region | 36  | 3   | -   | -   | -      | 39     |
| Brong Ahafo    | 14  | 10  | -   | -   | -      | 24     |
| Central Region | 16  | 2   | -   | 1   | -      | 19     |
| Eastern Region | 22  | 6   | -   | -   | -      | 28     |
| Greater Accra  | 16  | 11  | -   | -   | -      | 27     |
| Northern       | 8   | 17  | -   | -   | 1      | 26     |
| Upper East     | 2   | 9   | 2   | -   | -      | 13     |
| Upper West     | 1   | 7   | 2   | -   | -      | 10     |
| Volta          | 1   | 21  | -   | -   | -      | 22     |
| Western        | 12  | 8   | -   | 2   | -      | 22     |
| Gesamt         | 128 | 94  | 4   | 3   | 1      | 230    |